# Robert Sobera
Robert Sobera (ur. 19 stycznia 1991 we Wrocławiu) – polski lekkoatleta specjalizujący się w skoku o tyczce.

## Lata młodości
Syn Aleksandra i Małgorzaty. Od siódmego roku życia przez 5 lat trenował akrobatykę sportową. Lekkoatletykę zaczął uprawiać, zachęcony przez nauczyciela. Po zapisaniu się do klubu, trener Dariusz Łoś zauważył w zawodniku predyspozycje do skoku o tyczce.

## Kariera
Podczas mistrzostw Europy juniorów w Nowym Sadzie (2009) wygrał eliminacje z wynikiem 4,95 m jednak w finale nie zaliczył żadnej wysokości. W 2010 reprezentował Polskę na mistrzostwach świata juniorów zajmując czwartą lokatę. Zajął odległe miejsce w finale mistrzostw Europy do lat 23 w 2011. Młodzieżowy wicemistrz Europy (2013). W swoim debiucie na seniorskiej imprezie międzynarodowej był szósty na halowych mistrzostwach Europy w Göteborgu z nowym rekordem życiowym (5,71). Wicemistrz Europy młodzieżowców z Tampere (2013). W 2015 roku podczas halowych mistrzostw Europy w Pradze zajął czwarte miejsce z wynikiem 5,80 m. Szósty zawodnik halowych mistrzostw świata (2016), złoty medalista Mistrzostw Europy w 2016 roku.
Reprezentant kraju w meczach międzypaństwowych kadetów.
Złoty (Szczecin 2014), srebrny (Kraków 2015 i Bydgoszcz 2016) oraz brązowy (Toruń 2013) medalista mistrzostw Polski na stadionie. Sześciokrotny medalista halowych mistrzostw Polski seniorów ma na koncie złoto (Sopot 2014), cztery medale srebrne (Spała 2011, Spała 2013, Toruń 2015 i Toruń 2016) oraz jeden brązowy (Spała 2012). Złoty medalista mistrzostw Polski juniorów (Słupsk 2009 i Białystok 2010) oraz młodzieżowych mistrzostw kraju (Gdańsk 2011). Zdobywał medale ogólnopolskiej olimpiady młodzieży oraz mistrzostw kraju juniorów i juniorów młodszych w hali.

## Rekordy życiowe
Na stadionie
- skok o tyczce – 5,80sq (2 września 2014, Chiari)

W hali
- skok o tyczce – 5,81 (14 lutego 2015, Berlin) 6. wynik w historii polskiej tyczki[3]

## Osiągnięcia
| Rok  | Impreza                                 | Miejsce        | Lokata            | Wynik |
| ---- | --------------------------------------- | -------------- | ----------------- | ----- |
| 2009 | Mistrzostwa Europy juniorów             | Nowy Sad       | –                 | NM    |
| 2010 | Mistrzostwa świata juniorów             | Moncton        | 4. miejsce        | 5,30  |
| 2011 | Młodzieżowe mistrzostwa Europy          | Ostrawa        | 11. miejsce       | 5,20  |
| 2013 | Halowe mistrzostwa Europy               | Göteborg       | 6. miejsce        | 5,71  |
| 2013 | Superliga drużynowych mistrzostw Europy | Gateshead      | 4. miejsce        | 5,50  |
| 2013 | Młodzieżowe mistrzostwa Europy          | Tampere        | 2. miejsce        | 5,60  |
| 2013 | Mistrzostwa świata                      | Moskwa         | el. –             | NM    |
| 2014 | Halowe mistrzostwa świata               | Sopot          | 6. miejsce        | 5,65  |
| 2014 | Mistrzostwa Europy                      | Zurych         | –                 | NM    |
| 2015 | Halowe mistrzostwa Europy               | Praga          | 4. miejsce        | 5,80  |
| 2015 | Uniwersjada                             | Gwangju        | 3. miejsce        | 5,50  |
| 2015 | Mistrzostwa świata                      | Pekin          | 15. miejsce       | 5,50  |
| 2016 | Halowe mistrzostwa świata               | Portland       | 6. miejsce        | 5,65  |
| 2016 | Mistrzostwa Europy                      | Amsterdam      | 1. miejsce        | 5,60  |
| 2016 | Igrzyska olimpijskie                    | Rio de Janeiro | el. – 13. miejsce | 5,60  |
| 2017 | Uniwersjada                             | Tajpej         | el. –             | NM    |
| 2018 | Mistrzostwa Europy                      | Berlin         | el. – 25. miejsce | 5,36  |
| 2019 | Halowe mistrzostwa Europy               | Glasgow        | el. – 10. miejsce | 5,50  |
| 2019 | Mistrzostwa świata                      | Doha           | el. – 19. miejsce | 5,60  |
| 2021 | Halowe mistrzostwa Europy               | Toruń          | 7. miejsce        | 5,50  |
| 2021 | Superliga drużynowych mistrzostw Europy | Chorzów        | 1. miejsce        | 5,65  |
| 2021 | Igrzyska olimpijskie                    | Tokio          | el. – 15. miejsce | 5,65  |
| 2022 | Mistrzostwa świata                      | Eugene         | el. – 24. miejsce | 5,50  |
| 2022 | Mistrzostwa Europy                      | Monachium      | el. – 15. miejsce | 5,50  |
| 2023 | Mistrzostwa świata                      | Budapeszt      | 12. miejsce       | 5,55  |
| 2024 | Mistrzostwa Europy                      | Rzym           | el. –             | NM    |
| 2024 | Igrzyska olimpijskie                    | Paryż          | el. – 15. miejsce | 5,60  |
| 2025 | Halowe mistrzostwa Europy               | Apeldoorn      | el. – 15. miejsce | 5,45  |